# Джуниор, Жозе Кристиано де Соуза
Жозе Кристиано де Соуза Джуниор или Джуниор (порт.-браз. José Cristiano de Souza Júnior; 11 августа 1977, Сан-Паулу, Бразилия) — бразильский футболист, полузащитник китайского клуба «Пекин Баси», представляющего Первую лигу Китая по футболу. Может сыграть в нападении.
Выступал за бразильские команды, представляющие Серию А, а также Серию B и С.

## Биография
Родился в Индианополисе, недалеко от города Сан-Пауло, и начал карьеру в бразильском клубе «Жувентус». Затем выступал за команды «Гуарани» и «Санта-Круз». В 2000 году решил попробовать себя в зарубежном чемпионате, выступал за российский клуб «Уралан», затем в течение месяца играл в Катаре.

### «Палмейрас»
В ноябре 2000 года подписал контракт с «Палмейрасом», причем клуб заплатил за игрока 50 %, а остальные права остались потенциальному инвестору. Однако игрок получил травму в сезоне 2001 года, выступая на правах аренды за «Лондрину». В 2002 году подписал контракт на 6 месяцев с клубом «Фигейренсе». Затем снова вернулся в «Гуарани» и с ним впервые дебютировал в серии А. В 2003 году выступал за «Интернасьонал», в команде получил прозвище Джуниор.
В 2004 году остался в бразильском штате Риу-Гранди-ду-Сул, однако выступал здесь за команду «СЭР Кашиас». Сыграл 20 из 23-х матчей в Серии В в сезоне 2004 года.
В январе 2005 играл за команду Лиги Паулиста «Униас Сан Жоас», которая затем была понижена в классе. В мае игрок продлил контракт с «Палмейрасом» до декабря 2005 года и уехал играть за «Вила-Нова» до окончания сезона 2005 года в Серии В, однако вышел на поле всего три раза. После того, как команда не попала во второй квалификационный раунд, в сентябре Джуниор перешёл в «Пелотас».

### Серия C
В январе 2006 он снова попробовал свои силы в Европе, на этот раз в польском клубе «Погонь». По завершении сезона 2005/06 принял решение выступать в Боливии за команду «Ориенте Петролеро».
В январе 2007 года вновь вернулся в Бразилию, подписав контракт с клубом «Тупи» до конца сезоне 2007 года в Лиге Минейро. В апреле перешёл в «Атлетико Алагоиньяс». В июне подписал контракт с клубом «Жоинвиль» до конца розыгрыша 2007 года в Серии С.
Затем вернулся в Риу-Гранди-ду-Сул, где выступал за «Сан-Жозе» в сезоне 2008 года. В июне перешёл в «Гремио Бразил» (до конца первой стадии розыгрыша чемпионата Серии С 2008 года), здесь получил прозвище Джуниор Паулиста. Продлил контракт в августе этого же года.
В декабре 2009 года вернулся в клуб «Сан-Жозе».

### Китай
С 2009 года выступает в китайском чемпионате, преимущественно в клубах второго дивизиона, первым китайским клубом стал «Шанхай Зобон». В сезоне 2011 года выступал за команду «Тяньцзинь Сунцзян». С февраля 2012 года — игрок «Пекин Баси».